# Szellemirtók – A borzongás birodalma
A Szellemirtók – A borzongás birodalma (eredeti cím: Ghostbusters: Frozen Empire) 2024-ben bemutatott amerikai filmvígjáték, melyet Gil Kenan és Jason Reitman forgatókönyvéből Kenan rendezett. A 2021-es Szellemirtók – Az örökség című film folytatása, valamint a Szellemirtók-filmsorozat ötödik része. Paul Rudd, Carrie Coon, Finn Wolfhard, Mckenna Grace, Celeste O’Connor és Logan Kim az Örökségből ismert szerepeiket játsszák újra, Bill Murray, Dan Aykroyd, Ernie Hudson, Annie Potts és William Atherton pedig a korábbi filmekből ismert karaktereiket. Kumail Nanjiani, Patton Oswalt, Emily Alyn Lind és James Acaster is csatlakozott a stábhoz.
Amerikában 2024. március 22-én mutatták be a mozikban. Magyarországon április 11-én jelent meg az InterCom Zrt. forgalmazásában. Általánosságban vegyes véleményeket kapott a kritikusoktól, és világszerte több mint 201 millió dolláros bevételt gyűjtött.

## Cselekmény
Callie Spengler és barátja, Gary Grooberson, gyermekeik, Trevor és Phoebe, valamint közeli barátaik, Lucky Domingo és Podcast Summerville-ből New Yorkba költöznek. Ott segíteni akarnak Winston Zeddemore és Ray Stantz egykori szellemvadászoknak helyreállítani a régi Szellemirtók főhadiszállását. Miután Hell’s Kitchenben elfognak egy szellemet, a csoportot az új polgármester, Walter Peck a feloszlással fenyegeti. Walter a Szellemirtók régi ellenfele, a mai napig dühös az őt ért 1984-es megaláztatások miatt (lásd az első részt). Még mindig humbugnak véli a természetfeletti jelenségeket. Hogy megnyugtassa, Callie visszahívja lányát, Phoebe-t a további terepmunkától, amíg nagykorúvá nem válik. Phoebe dühös emiatt, hogy feldolgozza érzéseit, egy közeli parkban kezd el sakkozni.
Ott találkozik és összebarátkozik egy Melody nevű tinédzser szellemmel, aki egykor családjával együtt meghalt egy tűzvészben. A lány birtokában van egy gyufásdoboz, amelyben egyetlen gyufa van, de azt valójában soha nem lehet használni. Eközben Ray és Podcast különböző elátkozott tárgyakat gyűjtenek össze megvizsgálásra. Meglátogatja őket egy Nadeem Razmaadi nevű férfi. Elad nekik egy gömböt, amely az elhunyt nagymamája birtokában volt, Raynek különösen szokatlannak tűnik a tárgy. Amikor PKE (pszichokinetikus energia) tesztet végez, véletlenül pszichikai töltést szabadít fel, amely megrongálja a Szellemirtók tűzoltóállomás főhadiszállásán lévő Ecto-Containment egységet. Ez az elmúlt évtizedek során befogott szellemek nagy száma miatt veszélyesen közel került kapacitási határaihoz. Winston később a gömböt további vizsgálat céljából a paranormális jelenségeket kutató magánközpontjába viszi, amelyet munkatársa, Dr. Lars Pinfield vezet. Egy kísérleti elszívó készüléket használva a szellemi energia hasznosítására Pinfield rájön, semmit sem tud kinyerni a gömbből.
Hogy többet megtudjon, elkíséri Trevort és Luckyt Nadeemhoz, ahol kiderül, a gömböt a nagymamája rejtette el egy rézzel bélelt kamrában. A segítségül hívott Peter Venkman később megtudja, Nadeemnak látens pirokinetikus képességei vannak, de képtelen azokat irányítani. Eközben Ray Phoebe és Podcast kíséretében felkeresi Dr. Hubert Wartzkit, a New York-i Közkönyvtár kutató könyvtárosát, többet megtudni a gömbbel kapcsolatban. Wartzki elárulja, a gömböt a "Tűzmesterek" nevű varázslók egy csoportja tervezte Garraka bebörtönzésére. Garraka egy fantomszerű isten, aki szellemekből álló seregével akarta elfoglalni a világot. Ennek során negatív érzelmekből táplálkozott, hogy a hőmérsékletet abszolút nullára csökkentse. Megtudják, Nadeem nagyanyja ugyanennek a "Tűzmesterek" csoportnak a leszármazottja volt. 1904 júliusában a csoport kénytelen volt megakadályozni, hogy Garraka megszökjön a szférából egy szertartás révén, amelyet véletlenül a Manhattan Kalandorok Társaságának tagjai végeztek el. A New York-i tűzoltók később az összes többi résztvevőt halálra fagyva találták meg.
Az a tény, hogy a gömb fogságban tartotta, annak köszönhető, hogy Garraka sebezhető mind a tűzzel kombinált rézötvözetekkel szemben. Amikor a trió megpróbálja megakadályozni, hogy egy szellem ellopja a klub rituáléjának hangfelvételét a könyvtárból, Peck azonnal kihasználja Phoebe közreműködését, hogy ismét és végleg kiiktassa a Szellemirtókat. Phoebe emiatt dühös lesz, és elszökik otthonról. Ezután elviszi Melodyt Winston kutatóközpontjába, és annak elszívó berendezésével két percig szellemnek adja ki magát, így fizikailag is kapcsolatba léphetnek egymással. Melody azonban elárulja, titokban Garrakával dolgozik össze. A férfi jutalomként felajánlotta neki az átjárást a túlvilágra. Garraka megjelenik, és arra kényszeríti Phoebe-t, hogy elmondja a rituális éneket, majd elmenekül és megfagyasztja a várost. Amikor a Szellemirtók rájönnek, ki akarja szabadítani a Szellemirtók főhadiszállásán található elszigetelő egységben lévő szellemeket, Janine Melnitzzel együtt, aki szintén visszatért, összegyűlnek, hogy megvédjék a főhadiszállásukat. Nadeem támogatja őket, felveszi nagyanyja rézpáncélját, és megpróbálja elsajátítani annak erejét. Minden erőfeszítésük ellenére Garraka legyőzi őket, és megsemmisíti az elszigetelő egységet, lehetővé téve a bent lévő összes szellem számára a menekülést.
Phoebe a protonkészletét egy sárgarézszerű ötvözettel erősíti meg. Melody jóváteszi a Garraka árulása miatti baklövését azzal, hogy segít Nadeemnak az erejét Garraka erőinek gyengítésére használni. Ray végül elfogja az istent, az elpusztított elszigetelő egységet egy óriási szellemcsapdává alakítva át. Melody kibékül Phoebe-vel, mielőtt a túlvilágra távozna, egyesülni családjával. Ahogy a város felolvad, a Szellemirtókat hősökként ünneplik, és Peck a közvélemény nyomására kénytelen támogatni a csapatot és visszahelyezni Phoebe-t. A Szellemirtók elkezdik üldözni a megszökött szellemeket szerte New Yorkban.
A stáblista közepén lévő jelenetben egy kamionos kiszáll a Stay-Puft Marshmallows feliratú teherautójából, vásárolni valamit egy automatából. Közben a Mini-Puft névre hallgató szellemek ellopják a járművét.

## Szereplők
| Szerep                   | Színész          | Magyar hang             |
| ------------------------ | ---------------- | ----------------------- |
| Gary Grooberson          | Paul Rudd        | Széles Tamás            |
| Callie Spengler          | Carrie Coon      | Bognár Anna             |
| Trevor Spengler          | Finn Wolfhard    | Miller Dávid            |
| Phoebe Spengler          | Mckenna Grace    | Dolmány-Bogdányi Korina |
| Nadeem Razmaadi          | Kumail Nanjiani  | Kovács Lehel            |
| Dr. Hubert Wartzki       | Patton Oswalt    | Görög László            |
| Podcast                  | Logan Kim        | Kovács András Bátor     |
| Lucky Domingo            | Celeste O’Connor | Kanyó Kata              |
| Dr. Raymond "Ray" Stantz | Dan Aykroyd      | Kerekes József          |
| Dr. Peter Venkman        | Bill Murray      | Harsányi Gábor          |
| Winston Zeddemore        | Ernie Hudson     | Barbinek Péter          |
| Janine Melnitz           | Annie Potts      | Igó Éva                 |
| Walter Peck polgármester | William Atherton | Csernák János           |

### Magyar változat
- Főcím: Galambos Péter
- Magyar szöveg: Tóth Tamás
- Hangmérnök: Jacsó Bence
- Vágó: Sári-Szemerédi Gabriella
- Gyártásvezető: Hódos Edina
- Szinkronrendező: Tabák Kata
- Produkciós vezető: Hagen Péter

A szinkront a Mafilm Audio Kft. készítette el.

## A film készítése
A Szellemirtók – Az örökség 2021 novemberi megjelenését követően Dan Aykroyd kifejezte érdeklődését, hogy az eredeti Szellemirtók csapatának túlélő szereplői újra eljátsszák karaktereiket akár három folytatásban is. 2022 áprilisában jelentették be, hogy az Örökség folytatása a Sony Picturesnél már készülőben van.
2022 júniusában megerősítették, a filmet Jason Reitman rendező Firehouse munkacímmel készíti el. Ugyanebben a hónapban kiderült, a folytatás New Yorkban fog játszódni. 2022. október 5-én Mckenna Grace bejelentette, hogy újra eljátssza a szerepét. A következő hónapban Ernie Hudson elárulta, hogy elolvasta a film forgatókönyvét.
2022 decemberében bejelentették, hogy Gil Kenan veszi át a rendezői posztot Reitmantől, aki író és producer maradt. 2023 márciusában Kumail Nanjiani, Patton Oswalt, James Acaster és Emily Alyn Lind szerepet kapott a filmben. Lind szerepét a gyártás előtti időszakban titokban határozták meg. Találkozott Reitmannel, Kenannal és John Papsidera casting igazgatóval, és csak röviddel a forgatás előtt tudta meg, hogy megkapta a szerepet.
Nanjiani szerint a film készítői Az igazi szellemirtók (1986-1991) című animációs sorozatból merítettek ihletet.
A forgatás 2023. március 20-án kezdődött, és június 23-án fejeződött be.